# Faro del Cabo Tiñoso

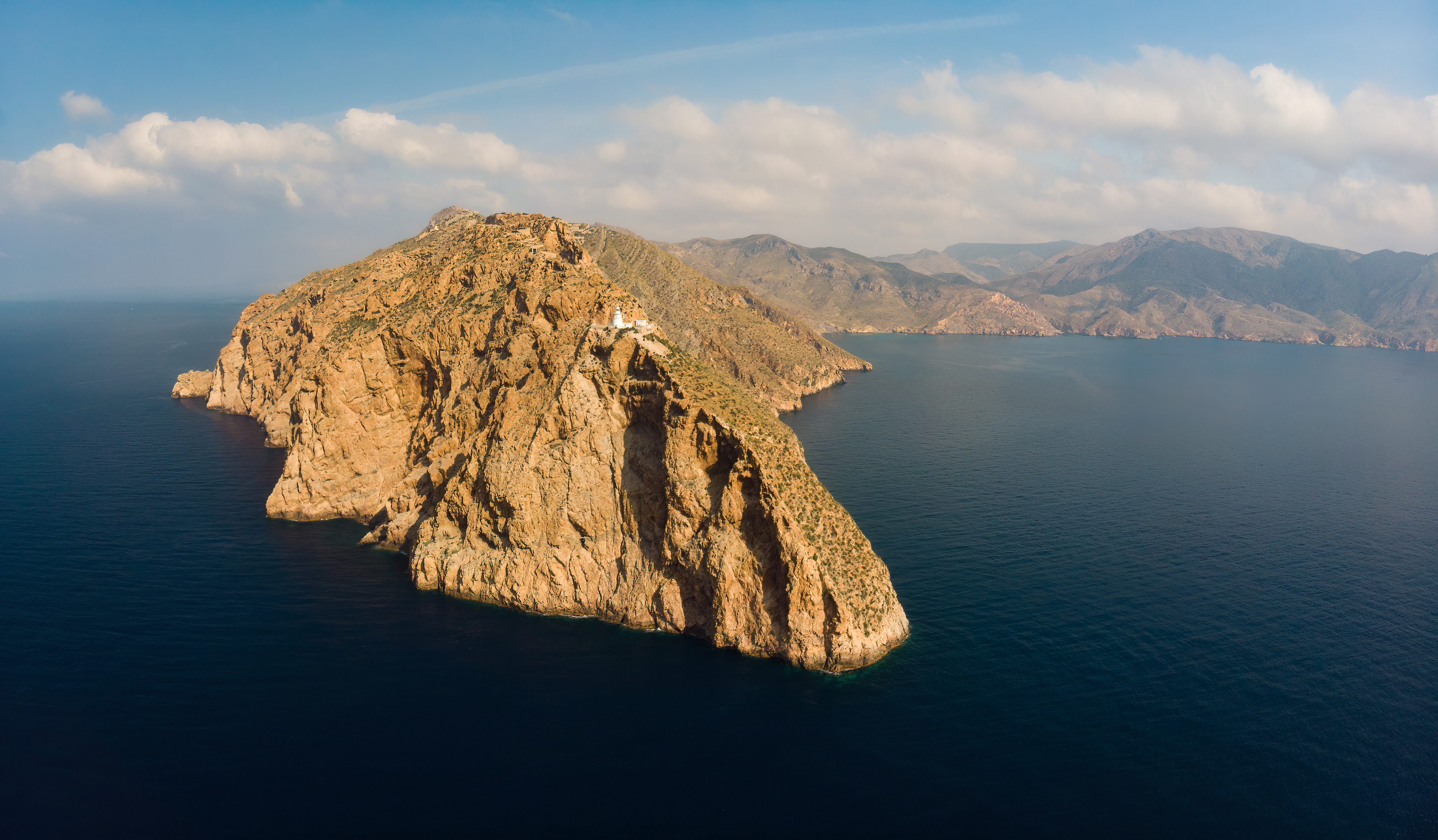
Vista aérea

El faro de cabo Tiñoso es un faro situado a unos 15 km al suroeste del puerto de Cartagena, sobre un promontorio denominado del cabo Tiñoso, en la zona de reserva marina Cabo Tiñoso-La Azohía.

## Historia
Entró en servicio en 1859, pero en 1913 se sustituyó el equipo de luz que poseía por uno nuevo de vapor de petróleo a presión.